# 图瓦库迪
图瓦库迪（Thuvakudi），是印度泰米尔纳德邦Tiruchirappalli县的一个城镇。总人口21460（2001年）。

## 人口
该地2001年总人口21460人，其中男性11008人，女性10452人；0—6岁人口2631人，其中男1331人，女1300人；识字率73.16%，其中男性为77.21%，女性为68.90%。